# غول مدفون
غول مدفون (به انگلیسی: The Buried Giant) رمانی است نوشتهٔ کازوئو ایشیگورو نویسندهٔ انگلیسی-ژاپنی. این کتاب نخستین بار در ۳ مارس ۲۰۱۵ میلادی منتشر شد. ترجمه فارسی این اثر به قلم امیر مهدی حقیقت از سوی نشر چشمه منتشر شده‌است. یازدهمین چاپ این اثر سال ۱۴۰۰ منتشر شده‌است. ترجمه فارسی این اثر به عنوان نامزد جایزه کتاب سال در ایران شده‌است.

## معرفی
قهرمان‌های داستان کتاب غول مدفون «اکسل» و «بیئتریس»، زوج کهنسالی هستند که برای پیدا کردن پسر گمشده‌شان راهی سفر می‌شوند. روایت با سفر این زوج در بریتانیای قدیم رقم می‌خورد. زمانی که ساکسون‌ها و برایتون‌ها پس از جنگی خانمانسوز در صلحی شکننده زندگی می‌کنند. صلحی که حاصل توافق یک فراموشی است. یک فراموشی همه‌گیر که به شکل مه در کل سرزمین پخش شده‌است.
این دو زوج در دوره هجوم ساکسون‌ها به انگلستان و در زمان صلح میان شاه آرتور و برتونی‌ها می‌زیند و دارای فراموشی حواس هستند. آن‌ها نمی‌دانند که فرزندی داشته‌اند یا نه و از گذشته مشترکشان خبر ندارند.

## نقد و بررسی
زوجی منزوی بودند، ولی در واقع، آن روزها کمتر کسی به مفهومی که ما امروز این کلمه را درک می‌کنیم، در «انزوا» به سر می‌برد.

رمان غول مدفون مورد توجه شماری از رسانه‌ها قرار گرفت. شیوا مقانلو دربارهٔ رمان غول مدفون گفته بود.
ایشی گورو در روایت غول مدفون دست روی یکی از سنت‌های قدیمی و مهم‌ترین اسطوره انگلیسی‌ها گذاشته و آن هم آرتور شاه است. تاکنون روایت‌های مختلفی از زندگی این شاه اسطوره‌ای در قالب فیلم و رمان منتشر شده و ایشی گورو نیز از آن استفاده کرده‌است.

امیرمهدی حقیقت مترجم دربارهٔ این اثر گفته بود.
رمان غول مدفون را اثری عاشقانه می‌دانم. غول مدفون اثری است دربارهٔ فراموش‌کردن بخش‌های مهمی از زندگی و عشقِ ظاهراً ثابت‌شدهٔ یک زوج. در لایه‌ای عمیق‌تر، غول مدفون حکایت مردمانی است که گذشتهٔ ناخوشایند خود را دفن می‌کنند و دست‌وپا زدن برخی از آن‌ها برای به یادآوردنش. ایشی‌گورو پس از شنیدن خبر جایزه نوبل با اشاره به غول مدفون گفت که امیدوار است این اثر بتواند به بهتر شدن حال و هوای این روزهای بشریت در دوره بی‌ثبات و مبهم پیش رو کمک کند. هر چند که در فضای داستان، جن و پری و غول و اژدها نیز می‌بینیم که همه اینها خواندن غول مدفون را تجربه‌ای بسیار متفاوت می‌کند.

همچنین مترجم دربارهٔ ترجمه فارسی اثر عنوان کرده بود.
غول مدفون فضایی نزدیک به دن‌کیشوت و توأم با خیال‌پردازی‌های طنازانه دارد؛ برای همین کوشیدم زبانی مشابه آنچه محمد قاضی در ترجمه دن کیشوت برگزیده بود به کار ببرم تا به خواننده فارسی همان حسی منتقل شود که خوانندهٔ متن انگلیسی کتاب تجربه می‌کند. از این رو در طول ترجمهٔ این کتاب با دن کیشوت محمد قاضی مأنوس ماندم.

ترجمه دیگری از این اثر نیز به فارسی  منتشر شده‌است.